# Ceramica urfirnis

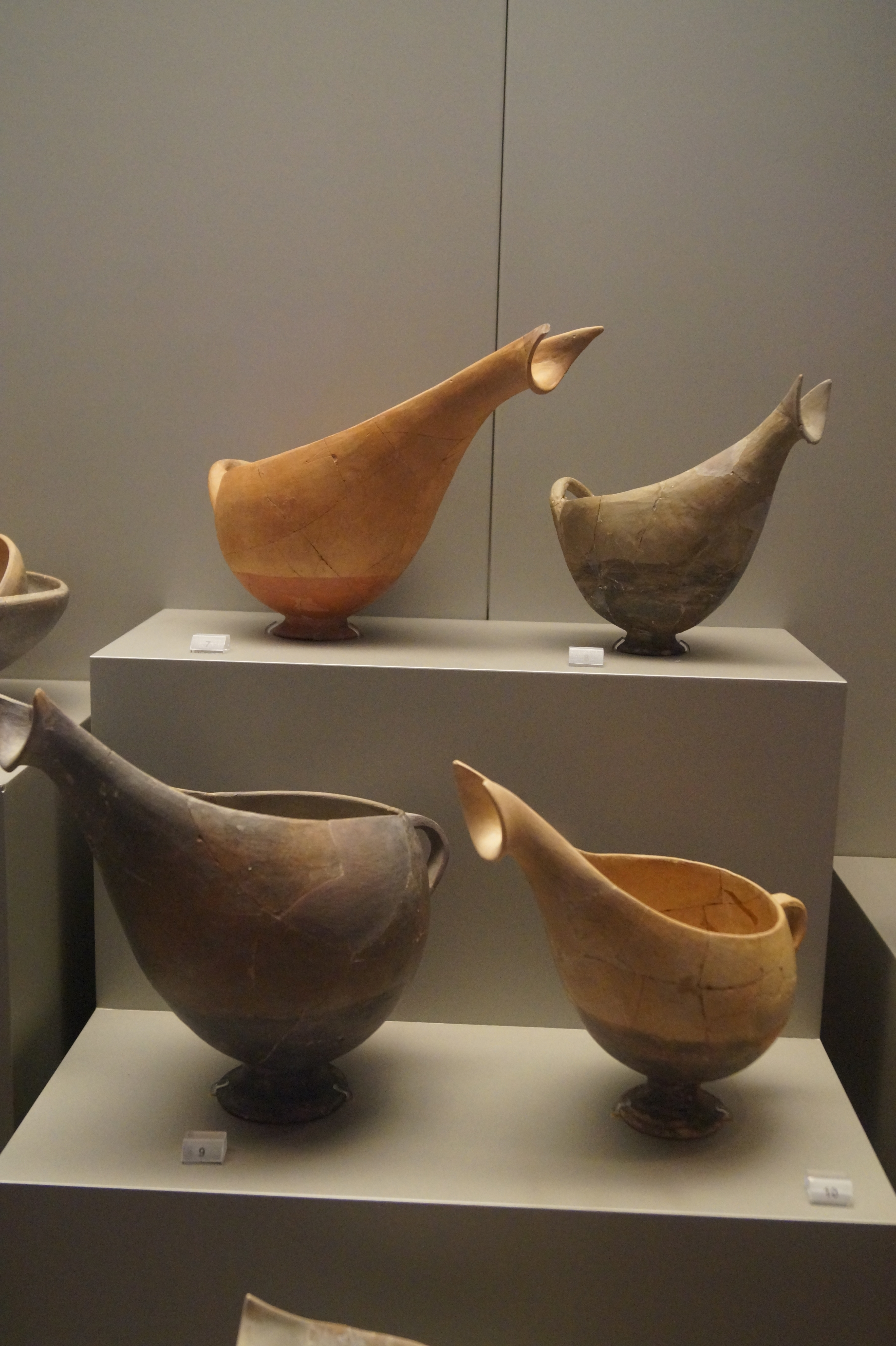
Recipienti urfirnis risalenti all'età del Bronzo antico conservati al Museo archeologico nazionale di Atene

Con il termine urfirnis si definiscono due tipi di ceramica originari dell'antica Grecia risalenti al Neolitico medio e alla prima età del bronzo, con superficie liscia e lucida di colore rosso o nero. Il primo tipo può avere decorazioni geometriche o in rilievo. Ceramiche urfirnis di tipo nero si diffondono nella Grecia continentale, nelle Cicladi, a Lemno e in Asia Minore (principalmente nella Troade e in Cilicia) nel periodo Elladico Antico/Cicladico Antico, tra il 2800 e il 2000 a.C., il che suggerisce che le popolazioni di tali aree condividessero una cultura comune. La scomparsa di queste ceramiche, a cui a partire dal 2000 subentra la ceramica minia, è da imputare all'arrivo di popolazioni indoeuropee in Grecia.